# Toni Wilhelm
Pour les articles homonymes, voir Wilhelm.
Toni Wilhelm, né le 5 février 1983 à Lörrach, est un véliplanchiste allemand. 

## Carrière
Toni Wilhelm se classe 30e de l'épreuve de planche à voile aux Jeux olympiques d'été de 2004 à Athènes. Lors des Jeux olympiques de 2012, il est classé 3e après les 10 premières courses et est devancé par le Polonais Przemysław Miarczyński lors de la course à la médaille, échouant donc à la quatrième place.